# Gnomibidion digrammum
Gnomibidion digrammum är en skalbaggsart som först beskrevs av Bates 1870.  Gnomibidion digrammum ingår i släktet Gnomibidion och familjen långhorningar. Inga underarter finns listade i Catalogue of Life.